# Rattus lutreolus
Rattus lutreolus — один з видів гризунів роду пацюків (Rattus).

## Поширення
Цей вид є ендеміком Австралії, де він поширений на південному сході від острова Фрейзер на південь до острова Кенгуру. Він також присутній у Тасманії і островах протоки Басса, і є роз'єднана популяція на північному сході штату Квінсленд, між плоскогір'ям Атертон і Палума. Проживає від рівня моря до 1600 м над рівнем моря. Значною мірою пов'язаний з водно-болотних угіддями на австралійському материку, але в Тасманії мешкає в широкому діапазоні середовищ існування, включаючи гірські райони, вологі ліси, болота та ліси помірно вологі. Часто зустрічається в осокового типу місцинах.

## Морфологічні особливості
Гризуни середнього розміру, завдовжки 120—200 мм, хвіст 80 — 145 мм, стопа — 27 — 35 мм, вуха 15 — 20 мм. Вага досягає 160 грамів.

## Зовнішність
Хутро довге, густе і посипане довгими темними волосками, особливо на спині. Верхні частини змінюються від червонувато-коричневого до чорнуватого відтінку, тоді як нижні — сірувато-жовтуваті. Очі порівняно маленькі. Вуха короткі, круглі, темно-сірі. Стопи темно-коричневі, місцями волосини чорнуватого кольору. Хвіст коротший, ніж голова і тіло, рівномірно темно-сірий або чорнуватий, практично без волосся і покритий 9-13 кільцями лусочок на сантиметр. Самиці мають 5 пар грудних сосків. Каріотип 2n = 42 FN = 60.

## Відтворення
Самиці можуть народжувати кілька раз на рік до п'яти дитинчат.

## Загрози й охорона
Раніше чисельність населення виду значно знизилося у зв'язку з втратою місць проживання після європейського заселення Австралії. Розвиток прибережної зони може привести до деякого місцевого зниження. Вид присутній у кількох охоронних територіях.